# قطار سبک شهری (ام‌تی‌آر)
قطار سبک شهری ام‌تی‌آر یا لایت ریل (انگلیسی: Light Rail) سیستم قطار سبک شهری در هنگ کنگ است که بخشی از سیستم ام‌تی‌آر محسوب میشود.
این سیستم که در سال ۱۹۸۸ تأسیس شده دارای ۶۸ ایستگاه و ۳۶.۲ کیلومتر طول می‌باشد. 

## نگارخانه

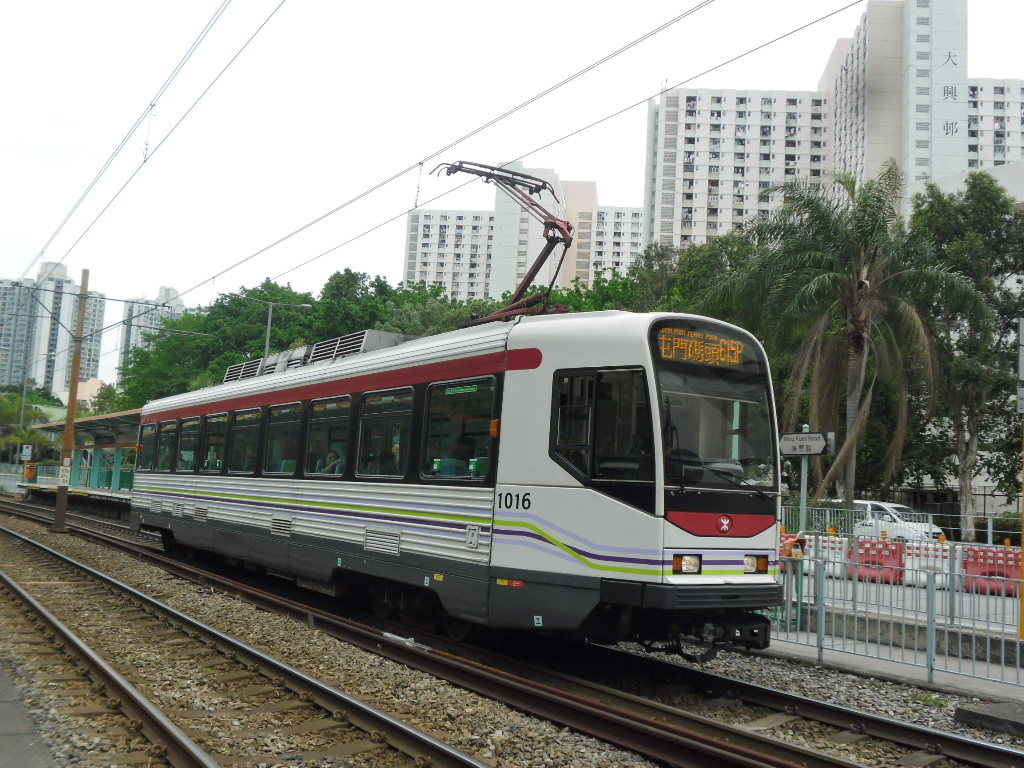
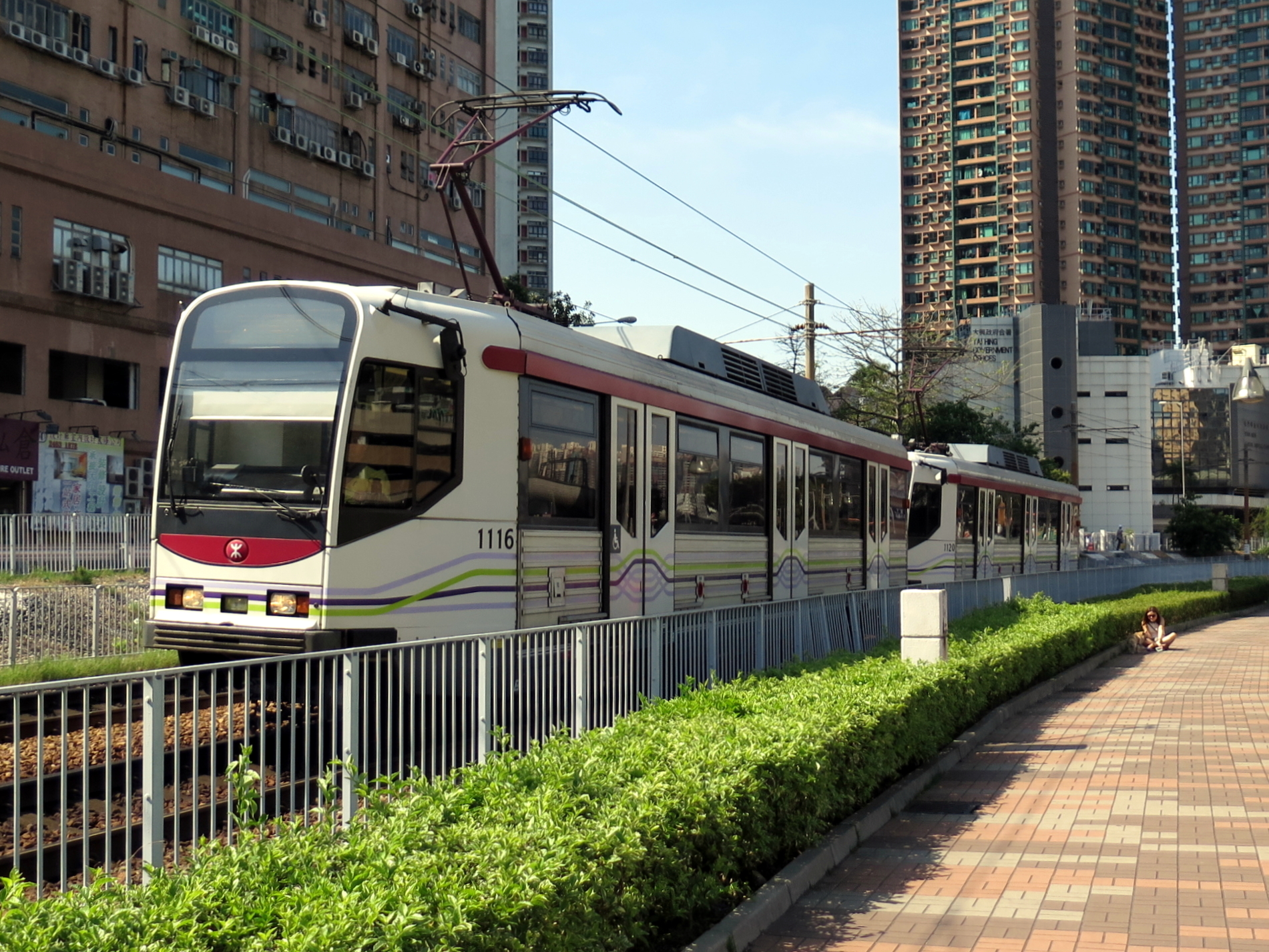
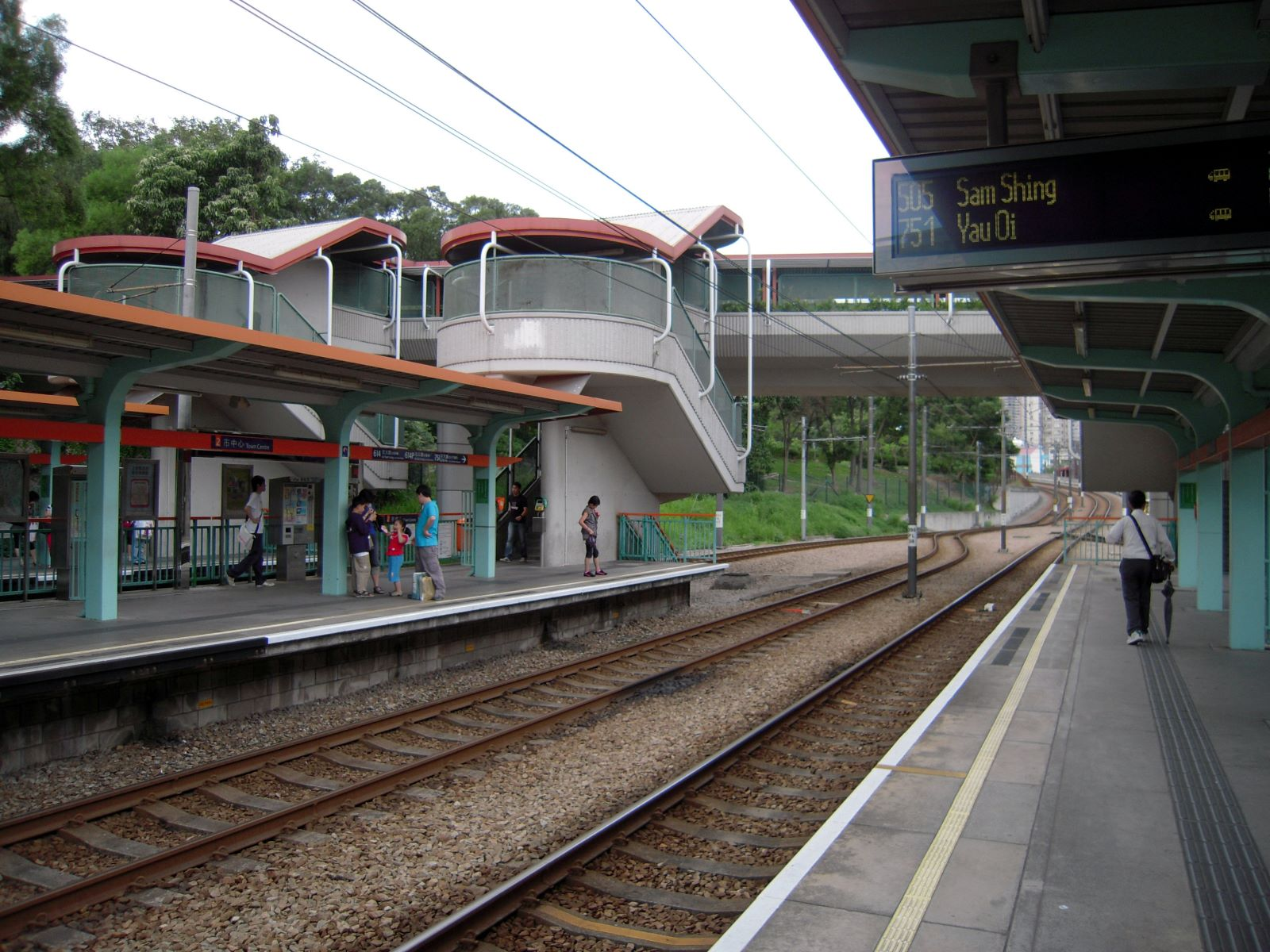
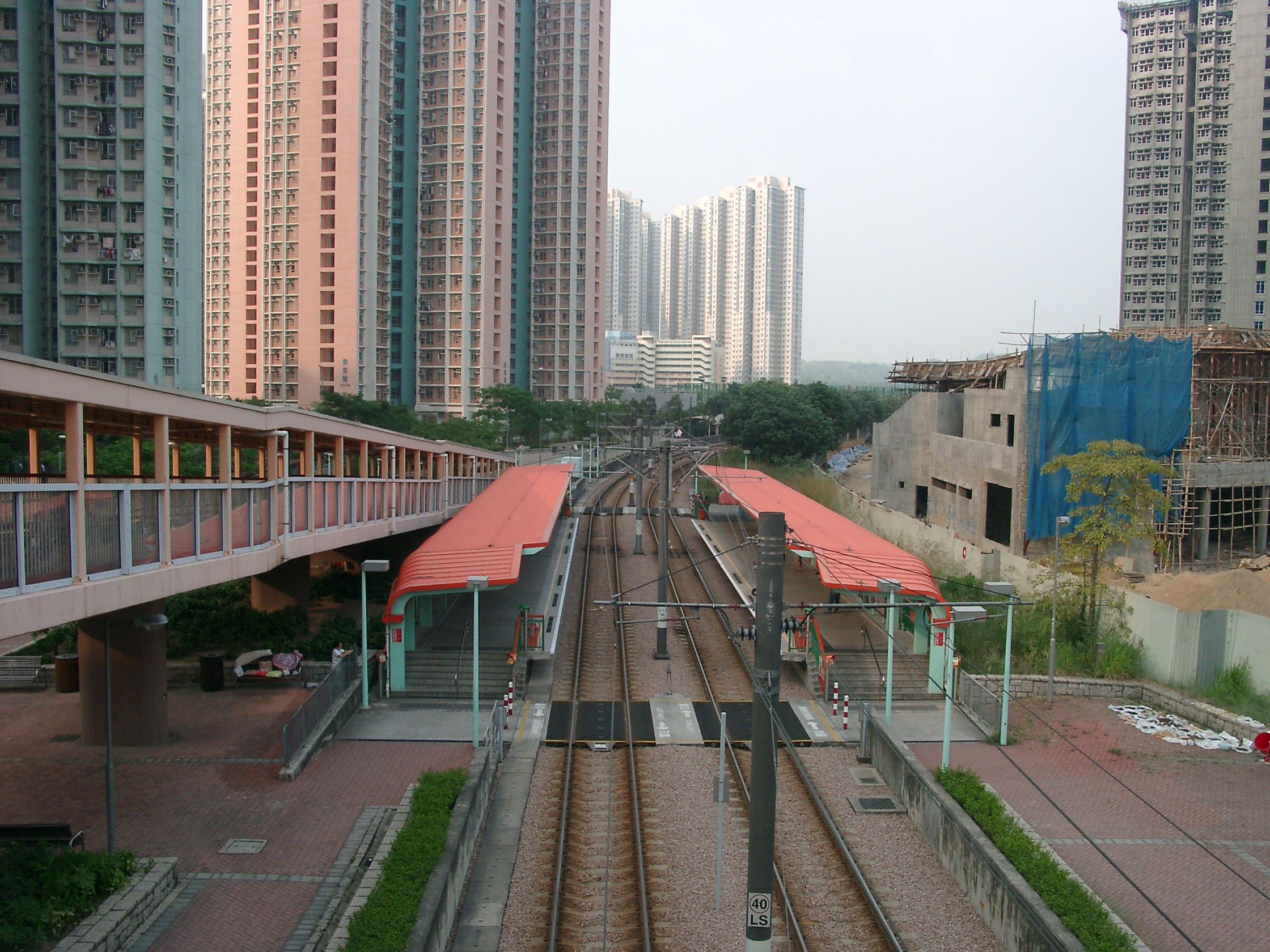